# Annette O'Toole
Annette O'Toole (Houston, Texas; 1 de abril de 1952) es una actriz y bailarina estadounidense.

## Biografía

### Vida profesional
Hija de William West Toole Jr. y Dorothy Geraldine Niland, comenzó a actuar desde muy joven con papeles en My Three Sons (1960), The Virginian (1962), Gunsmoke (1955) y The Partridge Family (1970). Fue a partir de 1973 cuando apareció en un buen número de programas de televisión y teatro televisado. A pesar de ello, su primer papel de peso fue en Límite: 48 horas (1982), junto a Nick Nolte. Ese mismo año también se la pudo ver junto a Nastassja Kinski en Cat People.
En 1983 interpretó a Lana Lang en Superman III, compartiendo cartel con el difunto Christopher Reeve. Dos años más tarde actuó en Copacabana. En 1990 participó en la versión de A Girl of the Limberlost y en la miniserie It, de Stephen King. Ha actuado en varias obras de teatro, además de tener papeles recurrentes en los programas Nash Bridges (1996) y Huntress (2000), pero es conocida por muchos gracias a interpretar a Martha Kent en la serie Smallville, de la cadena The CW. Tras seis temporadas interpretando a la madre adoptiva de Superman, O'Toole declaró que dejaba la serie porque «no se estaba tratando a su personaje de la manera adecuada».

### Vida privada
Aunque tuvo una relación de diez años con Bill Geisslinger, actualmente está en pareja con el también actor Michael McKean desde 1999. El matrimonio fue nominado para el Óscar a la Mejor canción por "A Kiss at the End of the Rainbow", una canción que ella misma escribió para la película A Mighty Wind.

## Filmografía

### Cine
- Estirpe indomable (1978) (King of the Gypsies, de Frank Pierson)
- Límite: 48 horas (1982) (48 Hrs, de Walter Hill)
- El beso de la pantera (1982) (Cat People, de Paul Schrader)
- Superman III (1983) (Superman III, de Richard Lester)
- Una cita especial (1987) (Cross My Heart, de Armyan Bernstein)
- Sagrado dilema (1987) (Broken Vows, de Jud Taylor)
- Amor perseguido (1990) (Love at Large, de Alan Rudolph)
- It (1990) (Stephen King's It, de Tommy Lee Wallace)
- El beso de un asesino (1993) (Kiss of a Killer, de Larry Elikann)
- Asuntos de amor (1993) (Love Matters, de Eb Lottimer)
- Crímenes imaginarios (1994) (Imaginary Crimes, de Anthony Drazan)
- Una sorpresa de Navidad (1995) (The Christmas Box, de Marcus Cole)
- Muerte en el crepúsculo (1995) (Dead by Sunset, de Karen Arthur)
- Lazos de sangre (1995) (My Brother’s Keeper, de Glenn Jordan)
- Descenso final (1997) (Final Descent, de Mike Robe)
- Una promesa (1997) (Keeping the Promise, de Sheldon Larry)
- Justicia final (1998) (Final Justice, de Tommy Lee Wallace)
- Aquí en la tierra (2000) (Here on Earth, de Mark Piznarski)
- Las cazarrecompensas (2000) (The Huntress, de Jeffrey Reiner)
- Falling Up (2009)
- Derriba al Hombre (2019) (Blow The Man Down)

### Televisión
- Smallville (2001). (Serie de TV 2001-2007).
- Smallville (2010). (Serie de TV 2010-2011).
  - Vuelve a interpretar a Marta Kent, en el capítulo 21, llamado "Rehén", de la novena temporada. 2010.
  - Vuelve a interpretar a Marta Kent, en el capítulo 13, llamado "Faro", de la décima temporada. 2011.
  - Vuelve a interpretar a Marta Kent, en el capítulo 21, llamado "Final", de la décima temporada. 2011.
- Miénteme (2010). Interpreta a Verónica, en el capítulo 7, llamado "Verónica", de la tercera temporada.
- Grey's Anatomy, en la novena temporada. Interpreta a una profesora enferma.
- Boy Meets World, en la sexta temporada. Interpreta a Rhiannon, la madre de Topanga Lawrence.
- The Punisher, en la segunda temporada (2019). Interpreta a Eliza Schultz.
- The Good Doctor, en la tercera temporada (2019). Interpreta a Caroline Reznick.
- Un lugar para soñar (Virgin River) (2019-2022) Serie de TV. Interpreta a Hope McCrea.

## Premios y distinciones
Óscar
| Año  | Categoría              | Canción                                                 | Película | Resultado |
| ---- | ---------------------- | ------------------------------------------------------- | -------- | --------- |
| 2004 | Mejor canción original | «A Kiss at the End of the Rainbow» \|Un poderoso viento | Nominada |           |